# Асы
А́сы (др.-сканд. м. р. ед. ч. áss (ǫ́ss, ás), мн. ч. æsir; ж. р. ед. ч. ásynja, мн. ч. ásynjur) — в германо-скандинавской мифологии основная группа богов. Верховным богом и вождём асов является Один.
Согласно легендам, асы живут в Асгарде — городе богов-асов, находящемся на небе.
Асы противопоставляются ётунам (великанам), ванам (богам плодородия), двергам (гномам), дисам, норнам и валькириям.
Миф о войне асов с ванами завершается их примирением, в результате которого Ньёрд и Фрейр из ванов были взяты заложниками к асам, а Хёнир из асов перешёл к ванам.
«Младшая Эдда» перечисляет 12 богов асов (Один, Тор, Тюр, Браги, Ньёрд, Хеймдалль, Хёд, Видар, Али (или Вали), Улль, Форсети, Локи) и 14 богинь (Фригг, Сага, Эйр, Гевьон, Фулла, Фрейя (приёмная от ванов), Съёвн, Ловн, Вёр, Вер, Сюн, Хлин, Снотра, Гна), позже также упоминаются богини Соль, Биль, Ёрд и Ринд.
В ряде источников (в «Младшей Эдде», в «Саге об Инглингах») сообщается о происхождении асов из Асии. Некоторые ученые пытались доказать историческую основу такого представления, но вероятно также, что такая легенда связана с созвучием названий.

## Род Бури и продолжение его рода Одином
- Бури
- Бор
- Один
- Тор
- Магни
- Бальдр
- Форсети
- Хёд
- Хермод
- Вали
- Видар
- Тюр
- Вили
- Ве

## Список асов

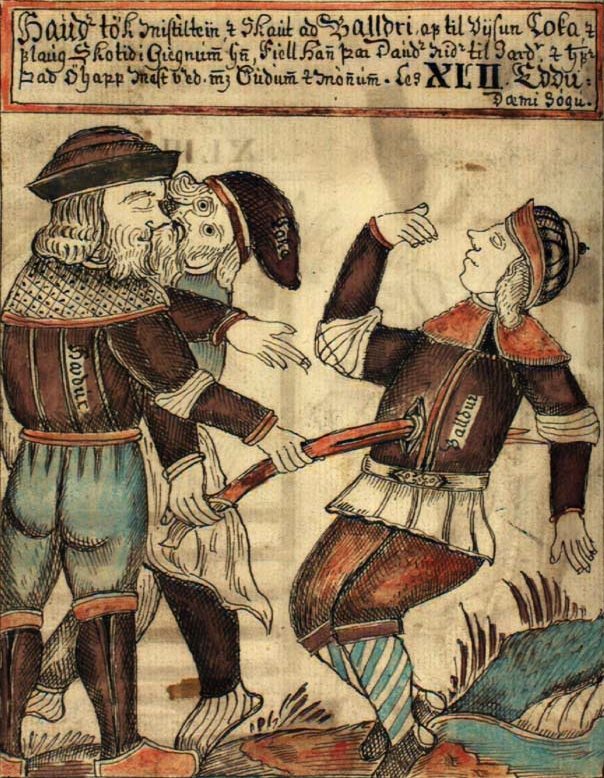
Бальдр
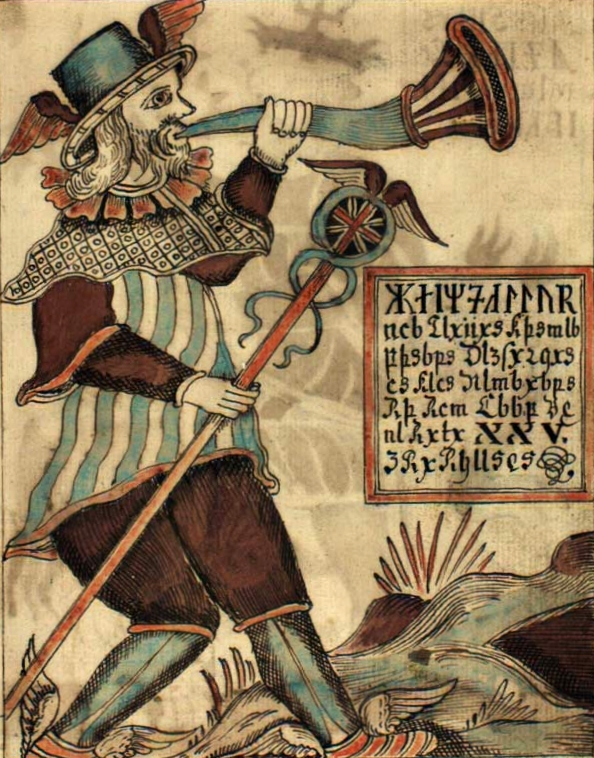
Хеймдалль
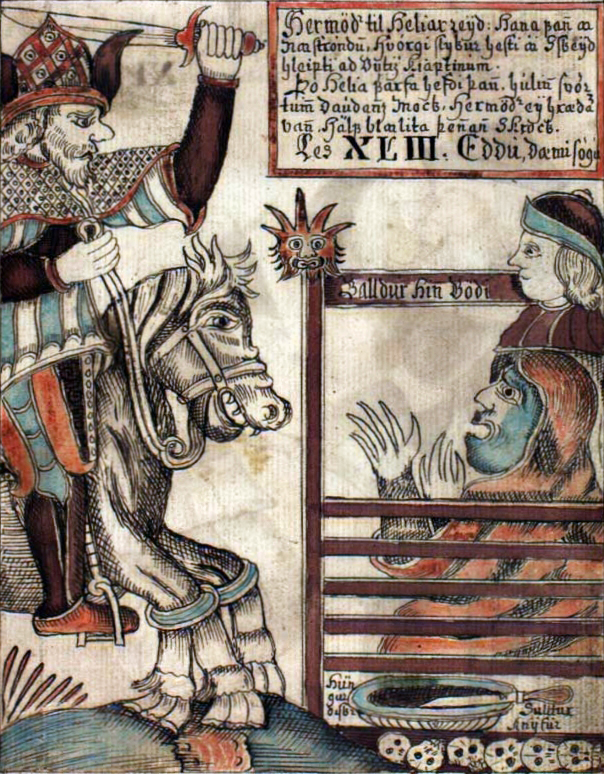
Хермод
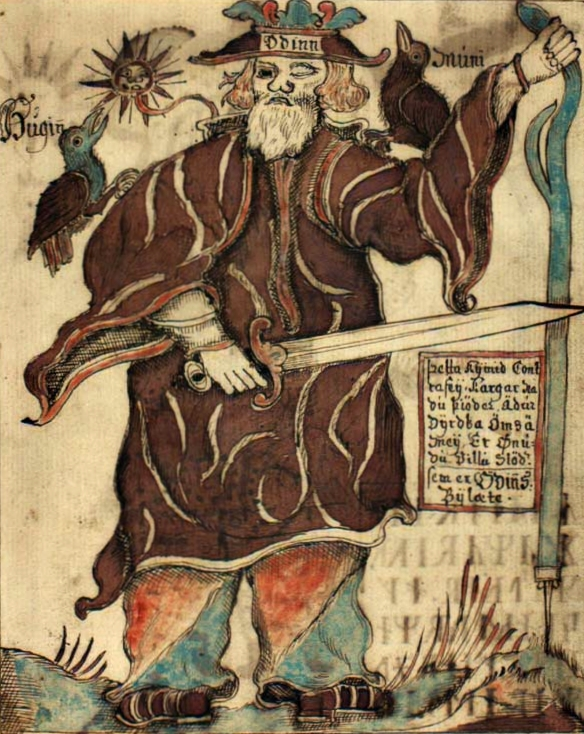
Один
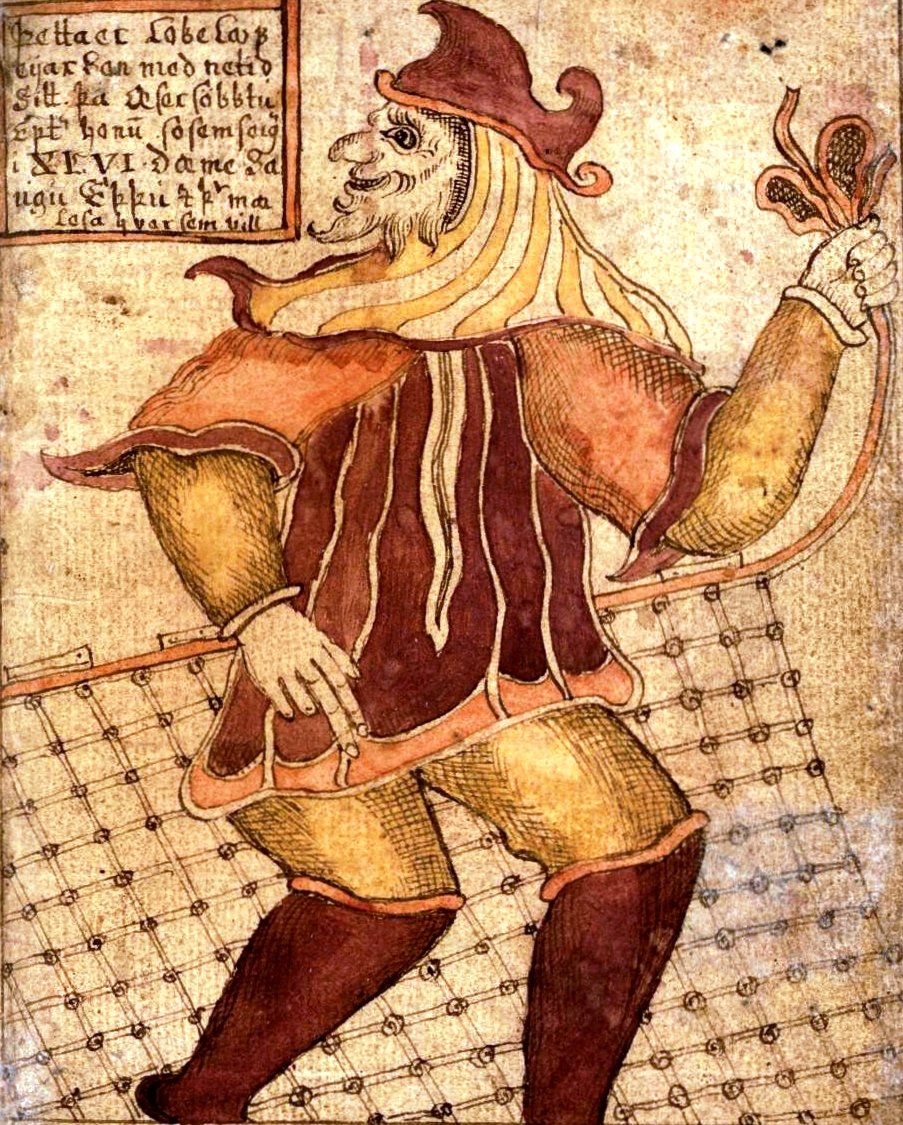
Локи

- Андхримнир — повар эйнхериев, готовит мясо вепря Сехримнира.
- Бальдр — сын Одина и Фригг, бог весны; с его гибелью начнётся Фимбульветр, которая продлится до самого Рагнарёка — конца мира.
- Бор — сын Бури, отец Одина и братьев его.
- Браги — бог поэзии и красноречия, скальд, супруг богини Идун.
- Бури — предок асов, дед Одина.
- Вали — сын Одина, выросший и превратившийся в богатыря за сутки, ему суждено пережить Рагнарёк.
- Вар — богиня истины, выслушивает и записывает клятвы людей, мстит нарушителям клятв и обещаний.
- Ве — сын Бора, брат Одина.
- Вёр — богиня всеведения. Она очень мудра и ничто не может укрыться от её проницательности и интуиции.
- Видар — сын Одина, бог молчания, во время Рагнарёка ему предстоит убить волка Фенрира.
- Вили — сын Бора, брат Одина.
- Глин — богиня, защищающая людей от физической опасности. Спутница Фригг.
- Гна — богиня трансформации. Поднимает осознание на головокружительные высоты. Спутница Фригг.
- Гефьён — богиня добродетели. Известна как «благосклонная» или «дарящая». В дар от неё можно получить телесный или духовный талант. Получив в награду от Гюльфи надел земли, который могли бы опахать за сутки четыре быка, она с помощью четырёх своих сыновей-быков прорыла пролив Эресунд, образовав остров Зеландию.
- Ёрд — богиня земли, мать Тора.
- Идун — богиня вечной юности, хранительница «молодильных яблок», жена бога Браги.
- Лефн — освящает браки между людьми.
- Локи — бог озорства и обмана. Не ас, но живёт в Асгарде, был принят асами за его необыкновенный ум и хитрость.
- Магни — сын Тора и великанши Ярнсаксы, вырос за три дня и спас своего отца, которого придавило поверженным врагом.

- Моди — сын Тора, бог воинской ярости. Вместе с другим сыном Тора — Магни — должен выжить после Рагнарёка и построить с ним новый мир.

- Нанна — супруга Бальдра.
- Один (Вотан — германское имя, Свафнир) — отец асов и мудрейший из них, изобретатель поэзии и магии, бог грома и молнии, верховный бог, царь асов, хозяин Валгаллы.
- Сага — прислуживает Фригг и выполняет её поручения.
- Сигюн — супруга Локи.
- Син — охраняет их людские дома от воров.
- Сиф (Сив) — богиня плодородия, жена Тора.
- Снотра — богиня разума
- Сьёфн — богиня любви и дружбы. К ней взывают, когда хотят обратить на себя внимание любимого или любимой.
- Риг — отец людей.
- Тор (Донар — германское имя) — бог грома, своим молотом повергающий великанов — врагов асов и других чудовищ, покровитель кузнецов, защитник Мидгарда.
- Тюр — бог войны, хранитель воинских традиций, покровитель военных собраний и поединков, сын Одина; у него только левая рука, ибо правую он пожертвовал чтобы сковать волка Фенрира.
- Улль — пасынок Тора, бог-покровитель лыжников и стрелков из лука.
- Форсети — сын Бальдра и Нанны, бог, председатель тинга, разрешающий споры асов.
- Фригг (её часто путают с Фрейей) — жена Одина, заступница людей.
- Фрейа — богиня любви, научила асов магии, сама из рода ванов.
- Фулла — верная служительница Фригг. Она всегда помогает богиням справиться с трудной работой.
- Хёд — сын Одина, слепой ас, бог зимы, убийца Бальдра.
- Хеймдалль — сын Одина, «светлейший из асов», бог-страж радужного моста, соединяющего небо и землю.
- Хёнир — упоминается, как вдохнувший душу в людей.
- Хермод — сын Одина и брат Бальдра, за которым он на Слейпнире ездил в царство мёртвых.
- Эйр — богиня врачевания.

Асы, беседовавшие с конунгом Гюльфи:
- Хар (Высокий) — предположительно Один.
- Яфнхар (Равновысокий) — предположительно Локи
- Триди (Третий)

## Квасир
- Квасир — бог мудрости[2], возникший из слюны асов и ванов, которые совершили обрядовое смешение слюны в чаше при заключении мира.

## Исторические параллели
Существует версия о происхождении слова «асы» от одноимённого названия племени асов-алан (что лежит в основе современного топонима Осетия, с его основой ос и приросшим грузинским суффиксом -ети). Версию о таком происхождении считал очень вероятной историк Г. В. Вернадский.

## Публикации о возможных исторических прототипах асов
- Федченко О. Д. Асы: длинный путь от Волги до Скандинавии Архивная копия от 21 июня 2020 на Wayback Machine // NovaInfo ("НоваИнфо"). — 2020. — № 114-1.
- Даніленка, С.І. Асгард: геаграфічная лакалізацыя і этнічная атрыбуцыя / С.І. Даніленка, // Thesaurus: зборнік навуковых прац: / М-ва ўнутр. спраў Рэсп. Беларусь, установа адукацыі «Магілёўскі інстытут Міністэрства ўнутраных спраў Рэспублікі Беларусь»; пад агул. рэд. канд. філал. навук, дацэнта С. В. Венідзіктава. — Вып. V. Індагерманаславіка. — Магілёў : Магілёўскі інстытут МУС, 2018. — С. 3-41 Архивная копия от 10 августа 2019 на Wayback Machine.
- Danilenka, S. I. Asgard: geographical location and ethnic attribution / S. I. Danilenka // Art studies. Social communication. Media pedagogy: collective monograph [sci. edit : O. V. Bezruchko]. - Issued. Center KNUCiM. – Vol. 7. – P. 130–184. (in English)